# Andy King (1988)
Andrew 'Andy' Philip King (Barnstaple, 29 oktober 1988) is een Welsh voetballer die doorgaans als centrale middenvelder speelt. Hij stroomde in 2007 door vanuit de jeugd van Leicester City, sinds januari 2021 staat hij onder contract bij Belgische eersteklasse ploeg Oud-Heverlee Leuven. King debuteerde in 2009 in het Welsh voetbalelftal.

## Clubcarrière

### Leicester City
King werd op negenjarige leeftijd opgenomen in de jeugdopleiding van Chelsea. Die verruilde hij na zes jaar voor die van Leicester City. King tekende hier op 5 mei 2007 zijn eerste profcontract. Hij debuteerde op 2 oktober 2007 in het eerste van Leicester City tijdens een wedstrijd tegen Wolverhampton Wanderers, in de Championship. Op 1 december 2007 scoorde hij met een afstandsschot zijn eerste profdoelpunt, ook tegen Wolverhampton Wanderers.
King degradeerde met Leicester na het seizoen 2007/08 naar de League One, maar promoveerde na één jaar met zijn teamgenoten terug naar de Championship. In het seizoen 2013/14 volgde promotie naar de Premier League. Op de laatste speeldag van dat seizoen speelde King tevens zijn 250ste competitiewedstrijd voor Leicester.
King won in mei 2016 met Leicester City de Premier League. Het was het eerste landskampioenschap in het bestaan van de club. De landstitel maakte King tevens de eerste speler ooit die met één club kampioen werd in zowel de League One, de Championship als de Premier League.
Nadat King zijn basisplaats verloor bij Leicester werd hij tussen 2018 en 2020 uitgeleend aan vier verschillende clubs, dit waren Swansea City, Swansea City, Rangers FC en Huddersfield Town. In juni 2020 eindigde zijn contract bij Leicester waardoor hij de club na 16 jaar verliet.

### OH Leuven
Na een half seizoen zonder club te hebben gezeten maakte de Belgische eersteklasser Oud-Heverlee Leuven bekend dat het King een contract gegeven had tot het einde van het seizoen. Leuven is net zoals Leicester eigendom van de King Power International Group.

## Interlandcarrière
King werd geboren in het Engelse Barnstaple, maar bezit de dubbele nationaliteit. Hij debuteerde op 29 mei 2009 in het Welsh voetbalelftal, in een oefeninterland tegen Estland. Hij viel na 88 minuten in voor Ched Evans. King maakte op 11 augustus 2010 zijn eerste interlanddoelpunt, in een wedstrijd tegen Luxemburg. Hij nam met Wales deel aan het Europees kampioenschap voetbal 2016 in Frankrijk. Wales werd in de halve finale uitgeschakeld door Portugal (0–2), na in de eerdere twee knock-outwedstrijden Noord-Ierland (1–0) en België (3–1) te hebben verslagen. Hij kwam dit toernooi zelf drie keer in actie.

## Statistieken
| Seizoen         | Club                   | Land               | Competitie           | Competitie | Competitie | Beker | Beker | Europees | Europees | Totaal | Totaal |
| Seizoen         | Club                   | Land               | Competitie           | Wed.       | Dlp.       | Wed.  | Dlp.  | Wed.     | Dlp.     | Wed.   | Dlp.   |
| --------------- | ---------------------- | ------------------ | -------------------- | ---------- | ---------- | ----- | ----- | -------- | -------- | ------ | ------ |
| 2007/08         | Leicester City FC      | Vlag van Engeland  | Championship         | 11         | 1          | 1     | 0     | ―        | ―        | 12     | 1      |
| 2008/09         | Leicester City FC      | Vlag van Engeland  | League One           | 45         | 9          | 6     | 2     | ―        | ―        | 51     | 11     |
| 2009/10         | Leicester City FC      | Vlag van Engeland  | Championship         | 45         | 10         | 2     | 1     | ―        | ―        | 47     | 11     |
| 2010/11         | Leicester City FC      | Vlag van Engeland  | Championship         | 45         | 15         | 5     | 1     | ―        | ―        | 50     | 16     |
| 2011/12         | Leicester City FC      | Vlag van Engeland  | Championship         | 30         | 4          | 2     | 0     | ―        | ―        | 32     | 4      |
| 2012/13         | Leicester City FC      | Vlag van Engeland  | Championship         | 44         | 7          | 4     | 0     | ―        | ―        | 48     | 7      |
| 2013/14         | Leicester City FC      | Vlag van Engeland  | Championship         | 30         | 4          | 3     | 0     | ―        | ―        | 33     | 4      |
| 2014/15         | Leicester City FC      | Vlag van Engeland  | Premier League       | 24         | 2          | 2     | 0     | ―        | ―        | 26     | 2      |
| 2015/16         | Leicester City FC      | Vlag van Engeland  | Premier League       | 25         | 2          | 4     | 1     | ―        | ―        | 29     | 3      |
| 2016/17         | Leicester City FC      | Vlag van Engeland  | Premier League       | 23         | 1          | 4     | 1     | 4        | 0        | 31     | 2      |
| 2017/18         | Leicester City FC      | Vlag van Engeland  | Premier League       | 11         | 1          | 4     | 0     | ―        | ―        | 15     | 1      |
| 2017/18         | → Swansea City AFC     | Vlag van Wales     | Premier League       | 11         | 2          | 0     | 0     | ―        | ―        | 11     | 2      |
| 2018/19         | Leicester City FC      | Vlag van Engeland  | Premier League       | 0          | 0          | 1     | 0     | ―        | ―        | 1      | 0      |
| 2018/19         | → Derby County FC      | Vlag van Engeland  | Championship         | 4          | 0          | 0     | 0     | ―        | ―        | 4      | 0      |
| 2019/20         | → Rangers FC           | Vlag van Schotland | Scottish Premiership | 2          | 0          | 0     | 0     | 1        | 0        | 3      | 0      |
| 2019/20         | → Huddersfield Town FC | Vlag van Engeland  | Championship         | 14         | 0          | 0     | 0     | ―        | ―        | 14     | 0      |
| 2020/21         | Oud-Heverlee Leuven    | Vlag van België    | Eerste klasse A      | 1          | 0          | 0     | 0     | ―        | ―        | 1      | 0      |
| Carrière totaal | Carrière totaal        | Carrière totaal    | Carrière totaal      | 365        | 58         | 38    | 6     | 5        | 0        | 408    | 64     |

## Erelijst
| Kampioen Premier League | 1x | 2015/16 |
| Kampioen Championship   | 1x | 2013/14 |
| Kampioen League One     | 1x | 2008/09 |